# Мавританский научный храм Америки

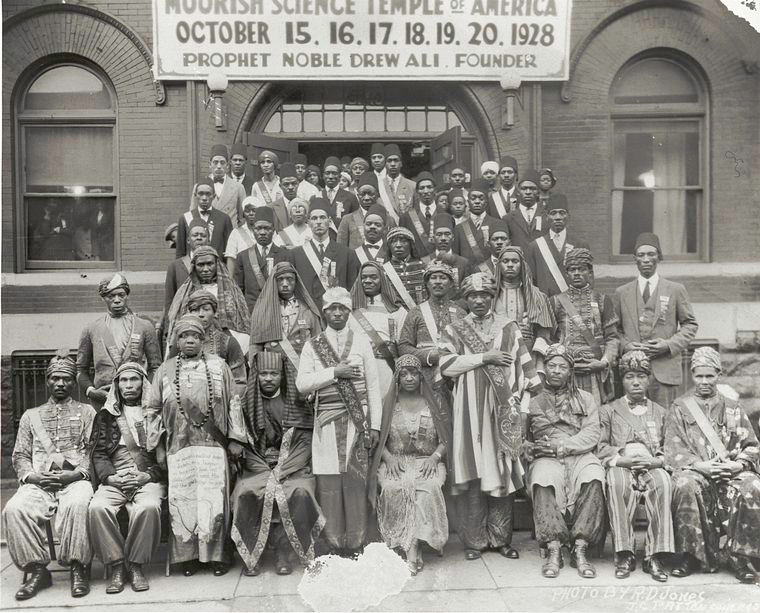
Участники совещания руководителей Мавританского научного храма Америки 1928 года в Чикаго. В переднем ряду в середине Дрю Али

Мавританский научный храм Америки (Мавро-американский храм науки) — американская религиозная организация, основанная в начале XX века Тимоти Дрю (позднее взявшим себе имя Нобл Дрю Али). Первоначально идеология этой организации базировалась на идеях ислама, но также заимствовала некоторые религиозные идеи у таких течений, как буддизм, христианство, масонство, гностицизм и даосизм. Целью организации «Мавританский научный храм» её основатель провозгласил «духовное возрождение падшего человечества».

## История возникновения организации
Основателем «Мавританского научного храма Америки» является афроамериканец из Северной Каролины Тимоти Дрю (1886—1929), взявший впоследствии себе имя — Нобл (благородный) Дрю Али. В 1913 году он основал в Нью-Варке (штат Нью-Джерси) организацию «Ханаанский храм», которая в 1916 году в результате внутренних разногласий раскололась. Одна из образовавшихся в результате раскола групп осталась в Нью-Варке и стали называться «Священный моабитский храм мира». Другая группа во главе с Дрю Али переехала в 1925 году в Чикаго, где ими был основан «Мавританский священный храм науки», в 1928 году организация была переименована в «Мавританский научный храм Америки» и созданы её организации в ряде городов севера США.
Личность основателя «Мавританского научного храма Америки» сильно мифологизирована. По официальной версии организации, Тимоти Дрю воспитывался индейцами племени чероки. С 16 лет он начал путешествовать по стране и миру, стал цирковым магом, попал в Египет, где он получил сокровенные знания от последнего священника некоего культа Высшей магии, практиковавшегося в течение многих веков в пирамиде Хеопса. Этот «последний священник культа Высшей магии» увидел в Тимоти Дрю реинкарнацию последнего главы своего культа и всех предыдущих пророков. От этого священника Дрю Али узнал о неких пророках «Корана седьмого круга» и получил высшее знание. Во сне ему явился некто и велел основать новую религию «для духовного подъёма падшего человечества».
Затем Дрю Али объявил себя посланником короля Марокко и пророком Аллаха. Он не признавал таких определений этнического деления, как «негр», «чёрный», «цветной», «эфиоп» и утверждал, что люди с чёрным цветом кожи являются потомками древнего азиатского народа моабитов (или моавитян), населявших юг Иордании в I—II тыс. до н. э., а затем, по его мнению, смешавшихся с арабскими племенами Северной Африки и ставших маврами. В своих проповедях он настаивал на том, что человек должен осознать свою национальную принадлежность, прежде чем сможет обрести Бога. В графе «раса» и «национальность» в идентификационных документах члены этой религиозной организации называли себя «маврами».